# Zaharira Harifai
Zaharira Harifai (en hébreu : זהרירה חריפאי), née le 12 décembre 1929 à Tel Aviv-Jaffa et morte le 2 janvier 2013 à Petah Tikva, Israël, est une actrice israélienne.
Harifai est diplômée de l'école d'agriculture Mikvé-Israël. Elle effectue par la suite son service militaire dans le Palmach en tant qu'opératrice-radio de la Brigade Golani. Elle étudie ensuite le théâtre à l'Hadramati, près du Cameri Theatre.
Après sa formation, elle joue dans plusieurs théâtres et au début des années 1960 dans des films comme Sallah Shabati, Te’alat Blaumilch  (Le canal du lait bleu), Le Policier Azoulay.
Pour son interprétation de Malka dans Meduszot (La Méduse) en 2007, elle a été nommée pour le meilleur second rôle féminin pour l'Ophir du cinéma, le prix israélien du cinéma.